# Bo Van Der Werf
Bo Van Der Werf (* 15. Januar 1969) ist ein belgischer Musiker des Modern Jazz (Baritonsaxophon, Klarinette, Komposition), der auch als Filmemacher hervorgetreten ist.
Van Der Werf studierte auf dem Konservatorium Amsterdam. 1992 gründete er mit  Frank Vaganée, Serge Plume und Marc Godfroid das Brussels Jazz Orchestra. Zudem leitet er das (später großformatig erweiterte) Oktett Octurn, in dem sich belgische und französische Improvisationsmusiker versammelt und mehrere Alben vorgelegt haben. Daneben leitete er auch kleine Gruppen und gehörte zu Bands wie Sax No End, Lidlboj oder dem Timescape Project. Als Studiomusiker arbeitete er mit Aka Moon (Invisible Sun, Elohim).
Van Der Werf komponiert nicht nur für seine Gruppen, sondern auch für den Film (J'aime regarder les filles 2011), das Ballett und für Ensembles der Neuen Musik. Außerdem legte er als Regisseur 2006 den Dokumentarfilm Satyajit Ray Negatives vor, der auf dem Teheran Film Festival, dem Filmfestival Buenos Aires, dem Mumbai International Film Festival, Festival du documentaire de Paris, Tiburon Film Festival California, Mediawave Budapest und Kolkata Film Festival gezeigt wurde.

## Diskographische Hinweise
- Charles Papasoff International Baritone Conspiracy  Live at Victoriaville (Victo)
- Octurn Chromatic History (W.E.R.F. 1996, mit Laurent Blondiau, Bart Defoort, Jeroen Van Herzeele, Ben Sluys, Ron Van Rossum, Piet Verbist, Felix Simtaine, Stéphane Galland)
- Octurn Ocean (W.E.R.F. 1997)
- Octurn Round (W.E.R.F. 2000)
- Octurn Dimensions (W.E.R.F. 2002)
- Octurn 21.emanations (Yolk 2005, mit Laurent Blondiau, Guillaume Orti, Magic Malik, Fabian Fiorini, Jozef Dumoulin, Pierre Van Dormael, Jean-Luc Lehr, Otti Van Der Werf, Dré Pallemaerts, Chander Sardjoe)